# Bernhard Hendl
Bernhard Hendl (Bécs, 1992. augusztus 9. –) osztrák labdarúgó, az 1. FSV Mainz 05 II kapusa.